# 哈尔查布音淖尔
哈尔查布音淖尔，又称哈尔查布诺尔或乌兰推饶木，是一个位于中国内蒙古自治区锡林郭勒盟苏尼特右旗乌日根塔拉镇境内的鹹水湖。其位置约为东经113°3′,北纬43°23′。湖面海拔946米，面积约5平方公里，是咸水湖。湖名为蒙古语“黑土沟两侧的高地的湖”的意思。
哈尔查布音淖尔地处乌日根塔拉镇政府驻地东北约15千米，水面面积5.8平方千米，水深7～9米。东侧有连接苏尼特左旗和苏尼特右旗的101省道。
2021年苏尼特右旗人民政府在主要河湖管理范围的公告中，哈尔查布音淖尔根据历史洪痕划定的管理范围面积48.94平方千米，划界长度35.85千米。